# Красноармейское (Ленинский район)
Красноарме́йское (до 1945 года Огу́з-Тобе́; укр. Красноармійське, крымскотат. Oğuz Töbe, Огъуз Тёбе) — исчезнувшее село в Ленинском районе Республики Крым, располагавшееся на западе района, на Акмонайском перешейке, примерно в полукилометре на северо-восток от окраины современного села Семисотка.

## История
Первое документальное упоминание села встречается в Камеральном Описании Крыма… 1784 года, судя по которому, в последний период Крымского ханства Укюс-тюбе входил в Арабатский кадылык Кефинского каймаканства.
После присоединения Крыма к России (8) 19 апреля 1783 года, (8) 19 февраля 1784 года, именным указом Екатерины II сенату, на территории бывшего Крымского Ханства была образована Таврическая область и деревня была приписана к Левкопольскому, а после ликвидации в 1787 году Левкопольского — к Феодосийскому уезду Таврической области. После Павловских реформ, с 1796 по 1802 год, входила в Акмечетский уезд Новороссийской губернии. По новому административному делению, после создания 8 (20) октября 1802 года Таврической губернии, Огуз-Тебе был включён в состав Парпачской волости Феодосийского уезда.
По Ведомости о числе селений, названиях оных, в них дворов… состоящих в Феодосийском уезде от 14 октября 1805 года, в деревне Огуз-Тебе числилось 12 дворов и 112 жителей. На военно-топографической карте генерал-майора Мухина 1817 года деревня Густебе обозначена с 5 дворами. После реформы волостного деления 1829 года Огус Лебе, согласно «Ведомости о казённых волостях Таврической губернии 1829 г», отнесли к Агерманской волости (переименованной из Парпачской). На карте 1836 года в деревне 28 дворов, как и на карте 1842 года.
В 1860-х годах, после земской реформы Александра II, деревню включили в состав Арма-Элинской волости. Согласно «Списку населённых мест Таврической губернии по сведениям 1864 года», составленному по результатам VIII ревизии 1864 года, Огуз-Тебе — владельческая татарская деревня с 9 дворами, 11 жителями и мечетью близ Азовскаго моря. По обследованиям профессора А. Н. Козловского начала 1860-х годов, в селении «все без исключения колодцы с весьма солёною водою, годною лишь для животных. Людьми же в пищу не употребляется». На трёхверстовой карте Шуберта 1865—1876 года в деревне Огуз-Тепе обозначено 32 двора. На 1880 год в селении действовала каменоломня Эргардта, на которой добывалось 20000 штук пиленого камня и 40 кубических саженей бутового камня. В 1884 году, рядом с опустевшей к этому времени деревней, крымскими немцами меннонитами, на 1600 десятинах земли, была основана колония. В 1889 году в Огуз-Тобе была открыта начальная немецкая школа (со сроком обучения 7 лет). Преподавались Закон Божий, немецкий и русский языки, арифметика, география, чистописание, черчение, пение. В 1891 году в школе обучалось 13 мальчиков и 9 девочек. По «Памятной книге Таврической губернии 1889 года», по результатам Х ревизии 1887 года, в деревне Огуз-Тебе, уже Владиславской волости, числилось 24 двора и 121 житель. По «…Памятной книжке Таврической губернии на 1892 год» в деревне Огуз-Тебе, не входившей ни в одно сельское общество, числилось 88 жителей в 10 домохозяйствах и 3 безземельных жителя, домохозяйств не имеющих.
После земской реформы 1890-х годов деревня осталась в составе преобразованной Владиславской волости. По «…Памятной книжке Таврической губернии на 1902 год» в деревне Огуз-Тобе числилось 207 жителей в 11 домохозяйствах. На верстовой карте Крыма 1896 года в селении обозначено 12 дворов с немецким населением. На 1914 год в селении действовало немецкое меннонитское земское училище. По Статистическому справочнику Таврической губернии. Ч.II-я. Статистический очерк, выпуск пятый Феодосийский уезд, 1915 год, в колонии Огуз-Тобе Владиславской волости Феодосийского уезда числилось 14 дворов (все дворы с землёй) с немецким населением в количестве 91 человека приписных жителей, из которых 47 мужчин и 44 женщины. Жители владели 2134 десятинами удобной земли. В хозяйствах имелось 266 лошадей, 52 вола, 143 коровы и 72 головы овец, свиней, или коз. Согласно списку 1915 года «…русских подданных из австрийских, венгерских или германских выходцев» землевладельцев, опубликованном в газете «Таврические губернские ведомости» в апреле 1915 года, при деревне Огуз-Тобе значатся крымские немцы, имевшие земельные участки: Вильмс Гертруда Абрамовна, имевшая 313 десятин земли, Вильмс Яков Яковлевич — 103,5 дес., Гизбрехт Иван Яковлевич — 208 дес., Гиберт Иоганн Иоганнович — 313 дес., Диркс Давид Давидович — 208 дес., Классен Корнелиус Корнелиусович — 313 дес., Майер Август Августович — 213 дес. Ремпель Николай Иванович и Ремпель Герман Германович владели равными участками по 103,5 дес., Ремпель Маргарита Бернгардовна — 208 дес., Федерау Франц Яковлевич — 359 дес., Фризен Абрам Генрихович — 155 д., Фризен Петр Генрихович — 103 д. и Федерау Елена Корнильевна владела усадьбой площадью 1,5 десятины.
После установления в Крыму Советской власти, по постановлению Крымревкома от 8 января 1921 года была упразднена волостная система и село вошло в состав вновь созданного Владиславовского района Феодосийского уезда, а в 1922 году уезды получили название округов. 11 октября 1923 года, согласно постановлению ВЦИК, в административное деление Крымской АССР были внесены изменения, в результате которых округа ликвидировались и Владиславовский район стал самостоятельной административной единицей. Декретом ВЦИК от 04 сентября 1924 года «Об упразднении некоторых районов Автономной Крымской С. С. Р.» в октябре 1924 года район был преобразован в Феодосийский и село включили в его состав. Согласно Списку населённых пунктов Крымской АССР по Всесоюзной переписи 17 декабря 1926 года, в селе Огуз-Тобе, Ак-Монайского сельсовета Феодосийского района, числилось 38 дворов, из них 35 крестьянских, население составляло 185 человек, из них 155 немцев, 19 украинцев, 6 русских, 1 болгарин, 1 армянин, 1 записан в графе «прочие», действовала немецкая школа I ступени (пятилетка). Постановлением ВЦИК «О реорганизации сети районов Крымской АССР» от 30 октября 1930 года (по другим сведениям 15 сентября 1931 года) Феодосийский район упразднили и село включили в состав Ленинского. Видимо, в ходе той же реорганизации, был образован Огуз-Тобенский сельсовет, поскольку на 1940 год он уже существовал. Вскоре после начала Великой Отечественной войны, 18 августа 1941 года крымские немцы были выселены, сначала в Ставропольский край, а затем в Сибирь и северный Казахстан.
Указом Президиума Верховного Совета РСФСР от 21 августа 1945 года Огуз-Тобе был переименован в Красноармейское и Огуз-Тобенский сельсовет — в Красноармейский. С 25 июня 1946 года селение в составе Крымской области РСФСР, а 26 апреля 1954 года Крымская область была передана из состава РСФСР в состав УССР. Время упразднения сельсовета пока не установлено: на 15 июня 1960 года село уже числилось в составе Семисотского, исключено из учётных данных в 1968 году.

### Динамика численности населения
| - 1805 год — 112 чел. - 1864 год — 11 чел. - 1889 год — 121 чел. - 1892 год — 91 чел. | - 1902 год — 207 чел. - 1915 год — 91/0 чел. - 1926 год — 185 чел. |